# SMILING2 〜THE BEST OF NORIYUKI MAKIHARA〜
『“SMILING II” 〜THE BEST OF NORIYUKI MAKIHARA〜』（スマイリングツー・ザ・ベスト・オブ・ノリユキ・マキハラ）は、槇原敬之2枚目のベスト・アルバム。1997年9月25日発売。発売元はワーナーミュージック・ジャパン。

## 解説
同年春発売の初ベスト・アルバム『“SMILING” 〜THE BEST OF NORIYUKI MAKIHARA〜』（1997/5/10）続編。前作同様、初回プレスは、三方背BOX仕様で、イメージ・カラーは桃色。前作はシングル表題曲中心であったが、本作ではアルバム楽曲を選曲。翌年パート3発売。
1998年11月26日には集大成として、3枚のCD-BOX『SMILING BOX 〜THE BEST OF NORIYUKI MAKIHARA〜』がリリース。
10曲目「Red Nose Reindeer」はシングル『雪に願いを』（1993/11/28）のカップリング曲で、アルバム初収録。

## 収録曲
作詞・作曲・編曲：槇原敬之（特記以外）
1. 北風（ORIGINAL VERSION） (5:08)
  - 2ndシングル「ANSWER/北風」（1991/4/25）収録曲。
  - 編曲：西平彰・槇原敬之
2. 君に会いに行く (4:30)
  - 4thアルバム『SELF PORTRAIT』（1993/10/31）収録曲。
3. EACH OTHER (5:38)
  - 2ndアルバム『君は誰と幸せなあくびをしますか。』（1991/9/25）収録曲。
4. 花水木 (6:17)
  - 5thアルバム『PHARMACY』（1994/10/25）収録曲。
5. まだ見ぬ君へ (4:55)
  - 7thアルバム『UNDERWEAR』（1996/10/25）収録曲。
6. てっぺんまでもうすぐ (4:56)
  - 3rdアルバム『君は僕の宝物』（1992/6/25）表題曲。
7. 東京DAYS (4:46)
  - 5thアルバム『PHARMACY』（1994/10/25）収録曲。
8. DAY AND NIGHT (5:45)
  - 6thアルバム『THE DIGITAL COWBOY』収録曲
  - 作詞：Wendy Waldman
9. THE END OF THE WORLD (5:54)
  - 7thアルバム『UNDERWEAR』（1996/10/25）収録曲。
10. Red Nose Reindeer (5:21)
  - 10thシングル「雪に願いを/Red Nose Reindeer」（1993/11/28）収録曲。
11. Witch Hazel (5:25)
  - 4thアルバム『SELF PORTRAIT』（1993/10/31）収録曲。
12. LOVE LETTER (5:00)
  - 7thアルバム『UNDERWEAR』（1996/10/25）収録曲。
13. 今年の冬 (5:47)
  - 5thアルバム『PHARMACY』（1994/10/25）収録曲。
  - 松本英子（2003年シングル）・岩崎宏美（2006年『Dear Friends III』）がカバー。
14. 君は僕の宝物 (5:38)
  - 3rdアルバム『君は僕の宝物』（1992/6/25）表題曲。

## 関連作品
- “SMILING” 〜THE BEST OF NORIYUKI MAKIHARA〜
- “SMILING3” 〜THE BEST OF NORIYUKI MAKIHARA〜
- SMILING BOX 〜THE BEST OF NORIYUKI MAKIHARA〜
- SMILING GOLD 〜THE BEST & BACKING TRACKS〜